# Rhinella lindae
Rhinella lindae és una espècie de gripau de la família Bufonidae. És endèmica de Colòmbia. El seu hàbitat natural són els montans secs. Està amenaçada d'extinció.